# Fort Apache
Fort Apache (br: Sangue de Heróis / pt: Forte Apache) é um filme estadunidense de 1948, do gênero western, dirigido por John Ford com roteiro baseado em história de James Warner Bellah.
É o primeiro filme da chamada "Trilogia da Cavalaria" de Ford. Depois viriam She Wore a Yellow Ribbon e Rio Grande, todos com John Wayne.

## Sinopse
O filme faz referências a episódios sangrentos da guerra da cavalaria estadunidense contra os índios, em especial à derrota do General Custer na Batalha de Little Bighorn e o massacre de Fetterman, em 1866.
Após o fim da Guerra Civil Americana onde combateu e após ter sido adido militar na Europa o veterano e respeitado tenente-coronel Owen Thursday é enviado para o Fort Apache, um posto avançado da cavalaria, até então sob o comando do capitão Kirby York, que já havia igualmente liderado um regimento durante a guerra e estava qualificado para assumir o comando do forte. Mas, para a surpresa do capitão, o posto ficou com o tenente-coronel Owen Thursday, oficial autoritário e inflexível.
Acompanhando o viúvo Thursday vem sua filha Philadelphia. Ela é atraída pelo segundo-tenente Michael Shannon O'Rourke, filho do sargento-major Michael O'Rourke, romance que não é bem aceito pelo pai comandante. Quando começam as tratativas com os índios liderados por Cochise, Thursday começa a cometer erros e a ignorar os avisos do capitão experiente que, apesar de tudo, tenta auxiliá-lo.
Embora o capitão  York tentasse convencer Thursday dos erros que estava cometendo, o comandante dá um ultimato aos índios para que regressem à reserva, caso contrário os forçaria pela força das armas. Não surtindo efeito o ultimato, a cavalaria ataca os índios, porém é massacrada por estes, somente restando o pequeno destacamento de York.

## Elenco
- John Wayne .... capitão Kirby York
- Henry Fonda .... tenente coronel Owen Thursday
- Ward Bond ....  sargento-major O'Rourke
- Shirley Temple … Philadelphia Thursday
- John Agar .... tenente Michael "Mickey" O'Rourke
- Victor McLaglen .... sargento Festus Mulcahy
- Pedro Armendáriz .... sargento Beaufort
- Miguel Inclan .... Cochise
- Dick Foran .... sargento  Quincannon
- Guy Kibbee .... dr. Wilkens
- George O'Brien .... capitão Sam Collingwood
- Jack Pennick .... sargento Schattuck

## Principais prêmios e indicações
Festival Internacional de Locarno 1948 (Suíça)
- Venceu nas categorias de melhor diretor e melhor fotografia preto-e-branco.